# Episodi di Miss Fallaci
La prima stagione della serie televisiva Miss Fallaci, composta da 8 episodi, è stata trasmessa in prima visione su Rai 1 dal 18 febbraio all'11 marzo 2025 in quattro prime serate.
| nº | Titolo                 | Prima TV         |
| -- | ---------------------- | ---------------- |
| 1  | La scommessa           | 18 febbraio 2025 |
| 2  | Statue di cera         | 18 febbraio 2025 |
| 3  | Neve a Hollywood       | 25 febbraio 2025 |
| 4  | Il grande amante       | 25 febbraio 2025 |
| 5  | L'orchidea             | 4 marzo 2025     |
| 6  | Il compleanno          | 4 marzo 2025     |
| 7  | Una ragazza non piange | 11 marzo 2025    |
| 8  | Oriana                 | 11 marzo 2025    |

## La scommessa
- Diretto da: Luca Ribuoli, Giacomo Martelli e Alessandra Gonnella
- Soggetto di: Viola Rispoli e Tom Grieves
- Scritto da: Viola Rispoli, Tom Grieves, Laura Grimaldi, Alessandra Gonnella, Alice Urciuolo e Miriam Leone

### Trama
- Ascolti: telespettatori 3 627 000 – share 18,13%[4].

## Statue di cera
- Diretto da: Luca Ribuoli, Giacomo Martelli e Alessandra Gonnella
- Soggetto di: Viola Rispoli e Tom Grieves
- Scritto da: Viola Rispoli, Tom Grieves, Laura Grimaldi, Alessandra Gonnella, Alice Urciuolo e Miriam Leone

### Trama
- Ascolti: telespettatori 2 888 000 – share 18,27%[4].

## Neve a Hollywood
- Diretto da: Luca Ribuoli, Giacomo Martell e Alessandra Gonnella
- Soggetto di: Viola Rispoli e Tom Grieves
- Scritto da: Viola Rispoli, Tom Grieves, Laura Grimaldi, Alessandra Gonnella, Alice Urciuolo e Miriam Leone

### Trama
- Ascolti: telespettatori 2 721 000 – share 13,20[5].

## Il grande amante
- Diretto da: Luca Ribuoli, Giacomo Martelli e Alessandra Gonnella
- Soggetto di: Viola Rispoli e Tom Grieves
- Scritto da: Viola Rispoli, Tom Grieves, Laura Grimaldi, Alessandra Gonnella, Alice Urciuolo e Miriam Leone

### Trama
- Ascolti: telespettatori 2 118 000 – share 13,16%[5].

## L'orchidea
- Diretto da: Luca Ribuoli, Giacomo Martelli e Alessandra Gonnella
- Soggetto di: Viola Rispoli e Tom Grieves
- Scritto da: Viola Rispoli, Tom Grieves, Laura Grimaldi, Alessandra Gonnella, Alice Urciuolo e Miriam Leone

### Trama
- Ascolti: telespettatori 2 617 000 – share 13,15%[6].

## Il compleanno
- Diretto da: Luca Ribuoli, Giacomo Martelli e Alessandra Gonnella
- Soggetto di: Viola Rispoli e Tom Grieves
- Scritto da: Viola Rispoli, Tom Grieves, Laura Grimaldi, Alessandra Gonnella, Alice Urciuolo e Miriam Leone

### Trama
- Ascolti: telespettatori 2 191 000 – share 13,31%[6].

## Una ragazza non piange
- Diretto da: Luca Ribuoli, Giacomo Martelli e Alessandra Gonnella
- Soggetto di: Viola Rispoli e Tom Grieves
- Scritto da: Viola Rispoli, Tom Grieves, Laura Grimaldi, Alessandra Gonnella, Alice Urciuolo e Miriam Leone

### Trama
- Ascolti: telespettatori 2 413 000 – share 12,02%[7].

## Oriana
- Diretto da: Luca Ribuoli, Giacomo Martelli e Alessandra Gonnella
- Soggetto di: Viola Rispoli e Tom Grieves
- Scritto da: Viola Rispoli, Tom Grieves, Laura Grimaldi, Alessandra Gonnella, Alice Urciuolo e Miriam Leone

### Trama
- Ascolti: telespettatori 1 949 000 – share 11,94%[7].